# Žirovski Vrh Svetega Urbana
Žirovski Vrh Svetega Urbana – wieś w Słowenii, w gminie Gorenja vas-Poljane. W 2018 roku liczyła 140 mieszkańców.